# Hegyháthodász
Hegyháthodász es un pueblo ubicado en el distrito de Körmend, en el condado de Vas, Hungría.

## Superficie
Posee una superficie de 8,080 kilómetros cuadrados.

## Demografía
Hasta 2019 la población era de 152 habitantes, con una densidad de población de 18,81 habitantes por kilómetro cuadrado.